# Фаустул
Фа́устул (лат. 'Faustulus, можливо від грец. Φαιστύλος) — старшина свинопасів царя Албалонги Амулія, чоловік Акки Ларентії, що виховала Ромула та Рема, знайшовши їх у вовчому лігві. 
Подружжя виховувало знайд разом зі своїми дітьми. Підозрюючи високе походження близнюків, Фаустул не викинув кошика, у якому малюки були викинуті у Тибр за наказом їх двоюрідного діда Амулія. Через чимало років по кошику, який свого часу зберіг Фаустул, брат Амулія Нумітор зумів впізнати онуків.
Загинув разом зі своїм братом Плістіном під час сварки Ромула та Рема.

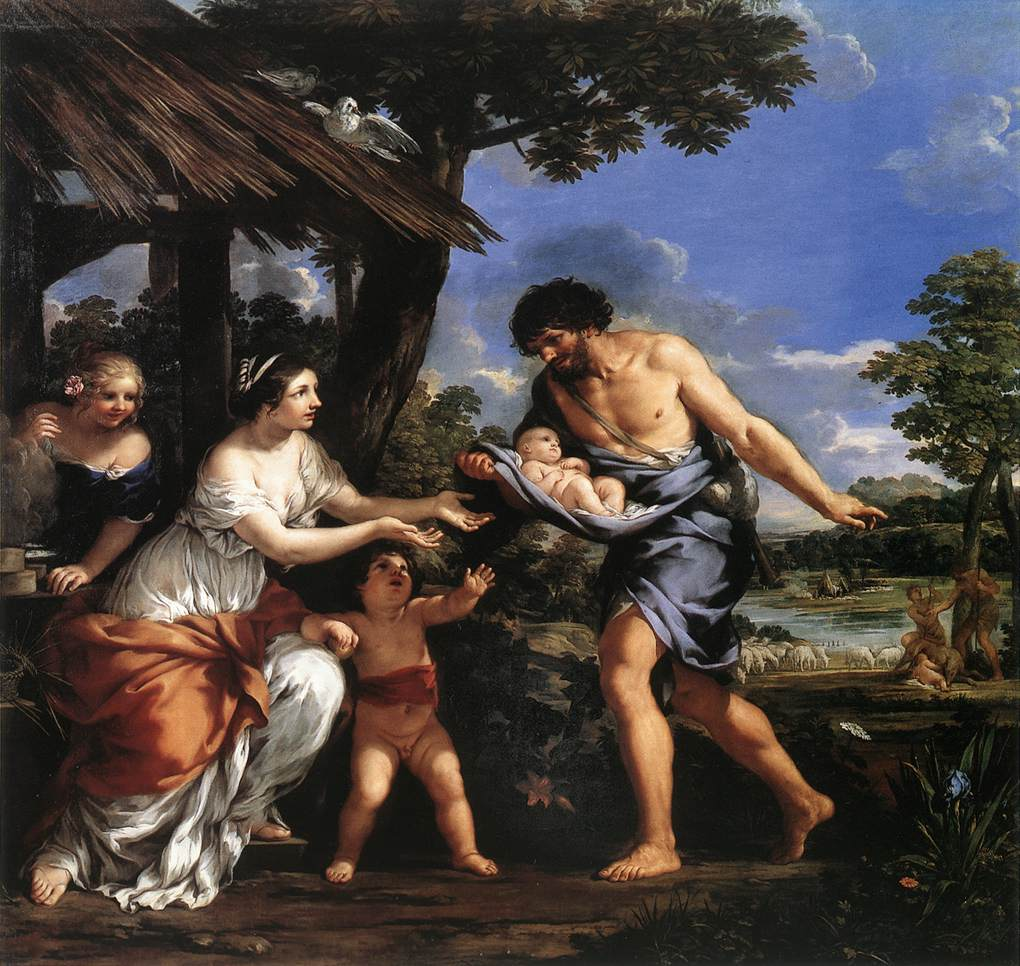
Ромул і Рем отримують прихисток від Фаустула, олія, П'єтро да Кортона.